# Hlinsko (Olomouc)
Hlinsko è un comune della Repubblica Ceca facente parte del distretto di Přerov, nella regione di Olomouc.